# Romrecycling
Romrecycling este o companie specializată în colectarea și reutilizarea deșeurilor feroase și neferoase, din România.
Romrecycling este subsidiară a grupului multinațional Trafigura.
Rețeaua de colectare a Romrecycling este constituită din 8 unități.
Romrecycling face parte din Grupul Romrecycling, din care mai fac parte companiile Remat Sibiu și Remayer.
Cifra de afaceri:
- 2008: 125 milioane euro[1]
- 2007: 131 milioane euro[1]